# Třída Qahir
Třída Qahir je třída korvet Ománského královského námořnictva zařazených do služby v letech 1996–1997. Korvety jsou vybaveny pro boj proti hladinovým a vzdušným cílům.

## Stavba
Stavba dvojice korvet této třídy byla objednána roku 1992 u britské loděnice Vosper Thornycroft (jedná se o stealth verzi korvet VT typu Mk 9). Stavba probíhala v loděnici VT v Southamptonu.
Jednotky třídy Qahir:
| Jméno          | Zahájení stavby | Vstup do služby    | Status  |
| -------------- | --------------- | ------------------ | ------- |
| Qahir Al Amwaj | 1993            | 3. září 1996       | aktivní |
| Al Mua'zzar    | 1994            | 26. listopadu 1996 | aktivní |

## Konstrukce
V konstrukci korvet jsou využity prvky technologií stealth. Jsou vybaveny bojovým řídícím systémem Thales Nederland TACTICOS, vyhledávacím 3D radarem Thales Nederland MW-08, radarem pro řízení palby Sting a optotronickým systémem Sting EO. Střely Crotale navádí radar Thales DRBV 51C. Navigační radar je typu Kelvin Hughes 1007.
Hlavňovou výzbroj tvoří jeden 76mm kanón OTO Melara Super Rapid v dělové věži na přídi a dva 20mm kanóny Oerlikon/BAE Systems GAM-BO1. Mezi příďovou dělovou věží a můstkem se nachází dva čtyřnásobné kontejnery protilodních střel MM.40 Exocet Block II s dosahem 70 km. Dále nesou osminásobný kontejner pro protiletadlové řízené střely Crotale NG s dosahem 13 km (zásoba munice činí 16 střel). Na zádi se nachází přistávací plocha a hangár pro vrtulník.
Pohonný systém tvoří čtyři diesely Crossly-SEMT-Pielstick 16PA6V-280STC. Lodní šrouby jsou dva. Nejvyšší rychlost dosahuje 28 uzlů.